# Snåsavatnet
64°15′23″N 12°18′02″Ø / 64.25639°N 12.30056°Ø
Snåsavatnet er Norges 6. største sø, og er delt mellem Steinkjer og Snåsa kommuner i Trøndelag fylke. Den har afløb i Byaelva til Ogna og videre til Beitstadfjorden gennem Steinkjer by.
Historikeren Gerhard Schøning beskrev tre søslanger i Snåsavandet i sin rejsebeskrivelse fra 1770'erne.  Sognepræst Svend Busch Brun beskrev uhyret i Om Sneaasen fra 1817. I 1991 blev søslangen midlertidig værnet af fylkesmanden i Nord-Trøndelag. I 2007 blev den efter en navnekonkurrence tildelt navnet Kudulla efter Snåsavandets gamle navn, Kudulen.  Søslangen blev observeret tæt på af Einar Sandnes i 2005.  Han nåede også at fotografere, hvad han mente, måtte være skabningen. 
Snåsavatnet regnes som et meget godt fiskevand med blandt andet ørred og røje. Fangstrekorden på ørred skal være på 12,7 kilo fra 1988.